# Jiabong
Jiabong é um município de  quinta classe de renda municipal (d) na província Samar, nas Filipinas. De acordo com o censo de 1 de maio  de  2020 possui uma população de 19 205 pessoas e 4 567 domicílios.